# 牛島辰弥
牛島 辰弥（うしじま たつや、1903年9月9日 - 1975年7月16日）は、日本の鉄道官僚。

## 経歴
牛島辰五郎の三男横浜二中、一高を経て昭 3.3 東京帝国大学法学部法律学科(仏法)卒 3.10 高等試驗行政科試験合格 4.4 鉄道属・大臣官房勤務 4 . 6 鉄道局書記・東京鉄道局勤務・大崎駅助役 5.5 新橋運輸事務所運輸課庶務掛勤務 7.4 水戸運輸事務所営業
神奈川県横浜市出身。1925年に東京帝国大学法科を卒業し、同年に鉄道省に入省。大崎駅助役。
鉄道省業務局総務課長、名古屋鉄道局長、運輸通信省鉄道総局職員局長、運輸省自動車局長などを経て、1952年1月から1954年8月3日まで運輸事務次官を務める。1961年7月から1970年4月まで帝都高速度交通営団総裁を務めた。
1973年11月に勲一等瑞宝章を受章。
1975年7月16日、肺炎のために死去。71歳没。

## 家族
- 父・牛島辰五郎 ‐ 土木建築請負業・原木組常務。攻玉社で学んだのち石黒五十二に師事、海軍省技手となり、呉鎮守府と佐世保鎮守府の土木工事を請負い、明治27年技師として横浜船渠に入社、大正元年原木組の技師長となる。[4]
- 姉・千代 ‐ 辰五郎の二女。今村長賀の孫・長親(医師)の妻。[4]